# 湖南教育电视台
湖南教育电视台是一家总部位于湖南省长沙市、面向湖南全省播出的教育电视台，于1998年1月9日筹建，1999年9月开播，隶属于湖南省教育厅，办台宗旨为“立足大教育，突出青少年，服务全社会”，现任台长和副台长分别为贺战兵和张永红。
2005年5月开始，湖南教育电视台的电视信号由微波传输改为光缆有线传输；2015年起，该台的电视信号可在湖南网络宽带电视（电信IPTV）和湖南广电移动数字电视（村村通）传输；2021年底，该台的传输节目全部实现了高标清同播。

## 节目
湖南教育电视台每日播出总长19.5小时的节目，包括但不限于《教视新闻》、《湖南招考》、《湖湘讲堂》等。